# Captain Planet and the Planeteers (videojuego)
Captain Planet and the Planeteers es un videojuego lanzado para varias plataformas a principios de la década de 1990, basado libremente en la serie animada ambientalista Captain Planet and the Planeteers. Se desarrollaron tres versiones para adaptarse a tres capacidades de plataforma diferentes, cada una con una jugabilidad marcadamente diferente. 

## Jugabilidad

### Versión de NES
La versión de NES tiene cinco niveles, cada uno de los cuales se divide en dos tipos diferentes de etapas. La primera implica controlar a los héroes adolescentes internacionales, los Planeteers, que vuelan su Eco-Jet hacia una fortaleza enemiga, mientras evitan la muerte instantánea al tocar cualquier escenario, proyectiles o pájaros. La segunda etapa implica controlar al Capitán Planeta, que lucha contra un ecovillano de la serie de televisión.
Los niveles de la versión de NES se desarrollan en el Parque Nacional de Yellowstone, el Océano Atlántico, África y la Antártida.

### Versión Amiga/Atari ST
La versión Amiga/Atari tiene cinco niveles, uno para cada Planeteer, y un nivel final para controlar al Capitán Planeta. Cada nivel de Planeteer tiene al menos un objetivo, y algunos tienen dos: limpiar la contaminación usando el poder del anillo mágico del Planeteer, o rescatar a un tipo particular de animal usando un vehículo Planeteer. Completar los objetivos abre la puerta de salida del nivel; tocar los peligros ambientales o los monstruos inusuales cuesta una vida, fallar en el objetivo matando a cualquiera de los animales romperá el anillo del Planeteer representado en la parte inferior de la pantalla (en la versión Amiga), abriendo la puerta de salida del nivel antes de tiempo. El nivel final permite al jugador controlar al Capitán Planeta, quien debe ser conducido hasta el final del nivel usando e intercambiando poderes guardados en burbujas a lo largo del nivel. Tiene una pelea contra un jefe ecovillano, ya sea con Hoggish Greedly, la Dra. Blight y su computadora MAL, Looten Plunder y su asistente Argos Bleak, o Duke Nukem.

## Recepción
La revista de informática Crash calificó el juego con 88 sobre 100. Sega Pro le dio al juego una crítica mixta, calificándolo con 59 sobre 100 y describiéndolo como "aburrido y repetitivo".